# Tyrestation
Tyrestation er et sted med udvalgte tyre, hvor sæden aftappes og anvendes til kvægavl. Sæden blandes med fløde og fryses ned. Næsten 90 % af alle kalve stammer fra kunstig befrugtning.
En af de første tyrestationer var Vardegård.
Nu hedder det Viking Genetics eller VikingDanmark